# Deux Imbéciles heureux
Pour plus de détails, voir Fiche technique et Distribution.
Deux Imbéciles heureux est un film français réalisé par Edmond Freess en 1976.

## Synopsis
C’est dans le Haut-Belleville, que le jeune Bruno joue, au cœur du béton et des chantiers...
Bruno pense à un vieil ami, qu'il a connu lors de sa dernière colonie de vacance dans le Luberon. Il décide de prendre le train pour le rejoindre, arrivé au village il tombe sur une mobilisation de gendarmes et apprend que son ami, après avoir subtilisé la recette du P.M.U., a pris la fuite dans les monts du Luberon, mais le garçon soupçonne la cachette de son ami et le rejoint...
Villageois et gendarmes quadrillent la montagne, et se rapprochent des deux compagnons.  
Les deux compagnons se réfugient pour la nuit dans la colonie où Bruno avait séjourné. À l’aube, le vieil homme ne veut pas entraîner son jeune ami dans une aventure qui pourrait être dangereuse.
Mais il ne réussit pas à ramener l'enfant à ses parents qui sont arrivés sur place pour participer aux recherches...

## Fiche technique
- Durée : 86 minutes

## Distribution
- Guillaume Le Vacher : Bruno Leroux
- Jean-Roger Caussimon : Albert Breux
- Maurice Biraud : le docteur
- Armand Mestral: le député
- Yves Barsacq : Monsieur Leroux
- Michèle Montel : Madame Leroux
- Dora Doll : Madeleine
- Paul Barral : un gendarme
- Robert Party : le capitaine Durrieux
- Jacques Point : un gendarme